# Glyphotaelius pellucidus
Glyphotaelius pellucidus är en nattsländeart som först beskrevs av Anders Jahan Retzius 1783.  Glyphotaelius pellucidus ingår i släktet Glyphotaelius och familjen husmasknattsländor. Arten är reproducerande i Sverige. Inga underarter finns listade i Catalogue of Life.

## Bildgalleri

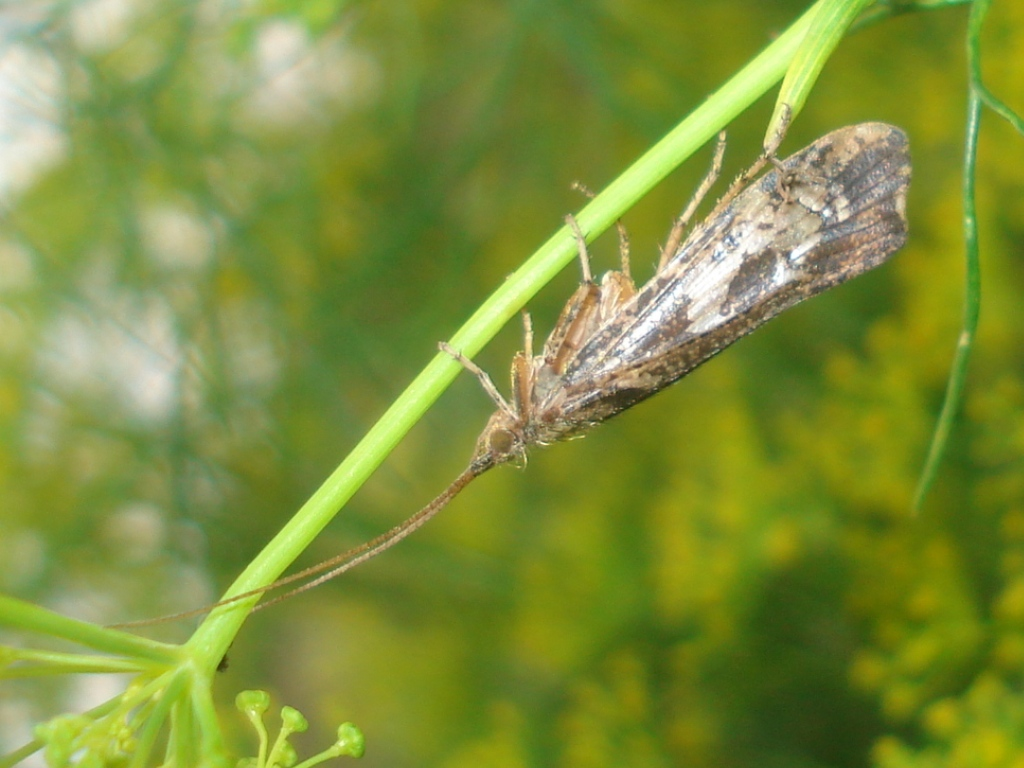
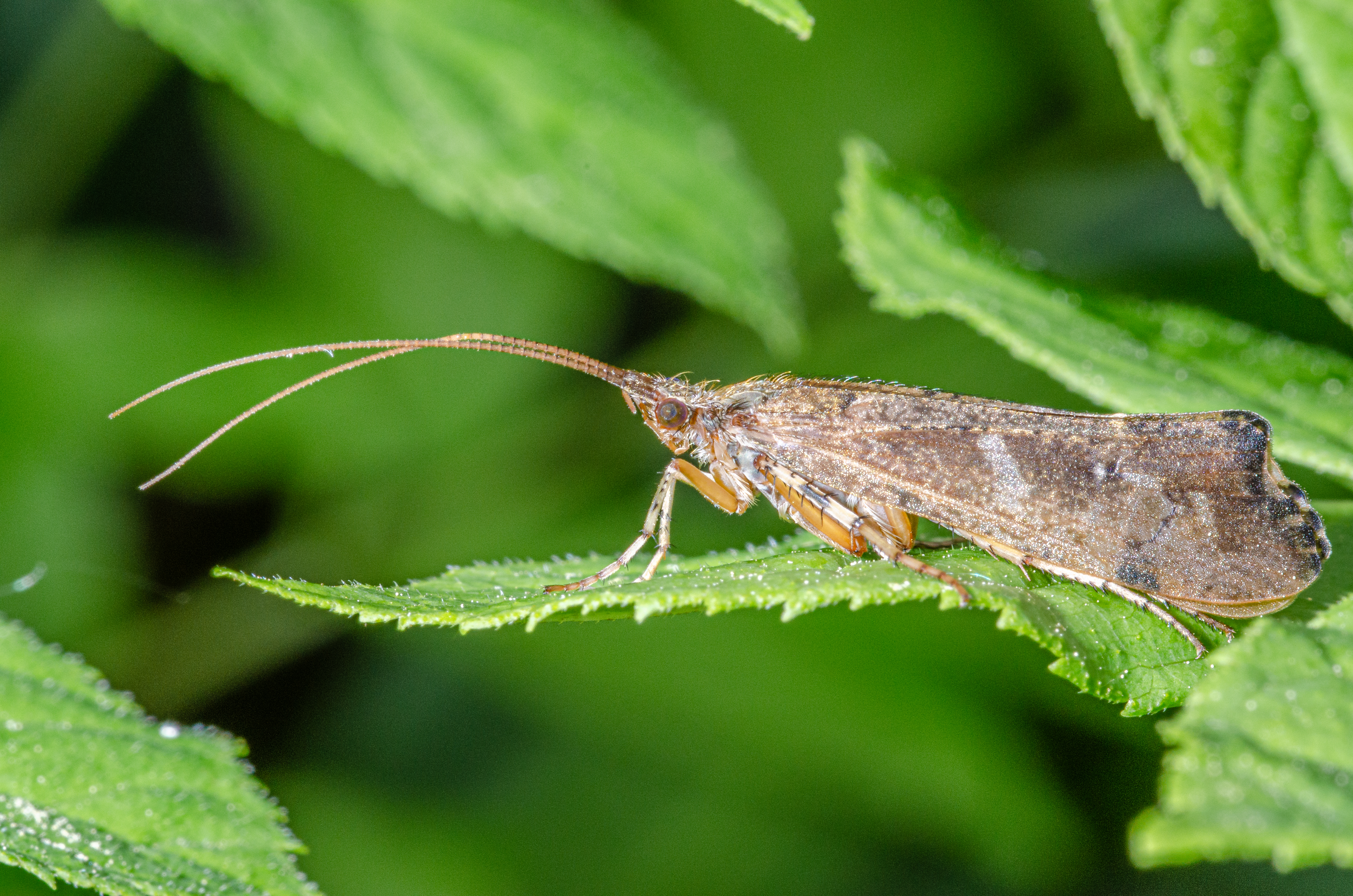
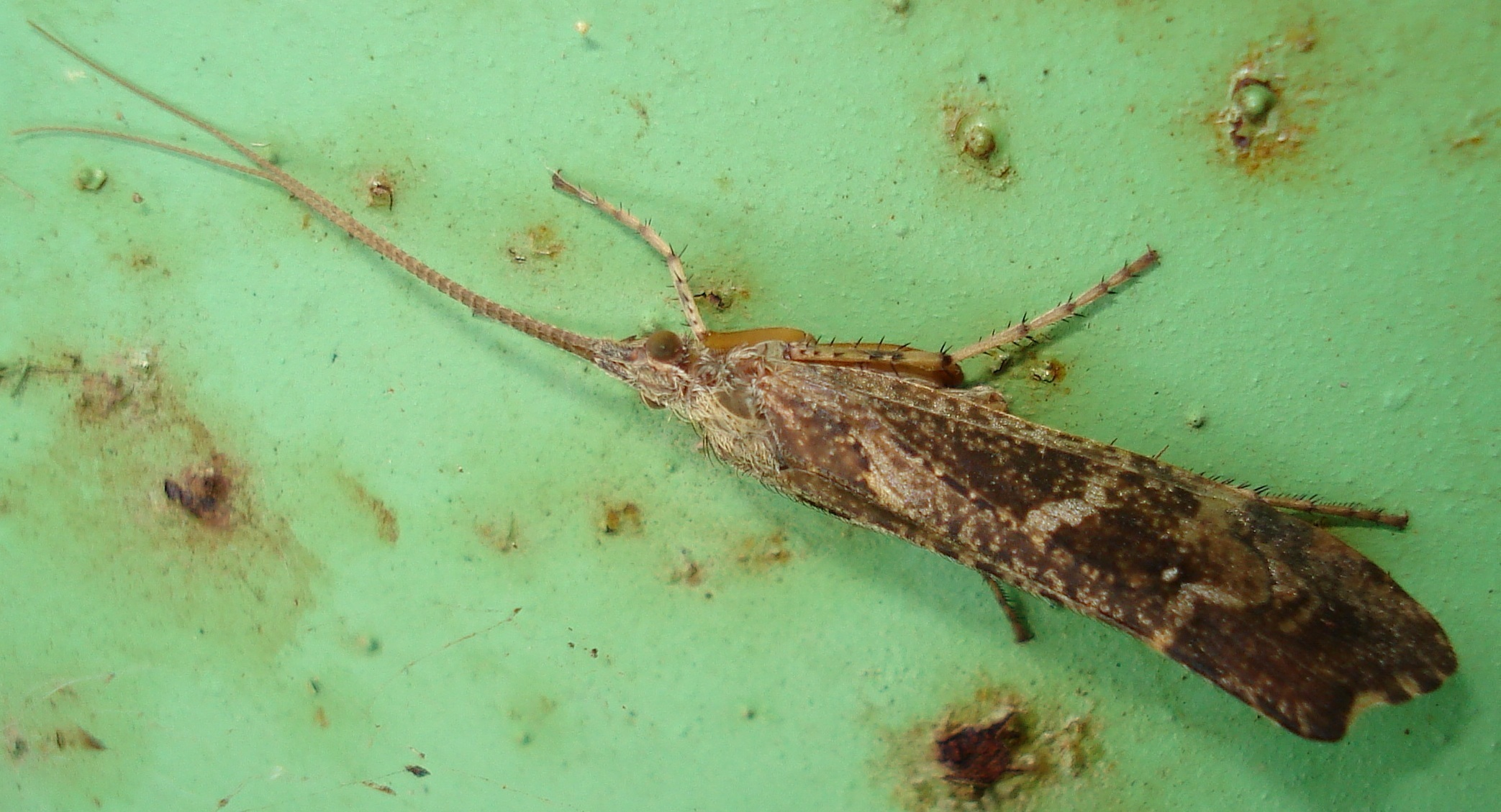
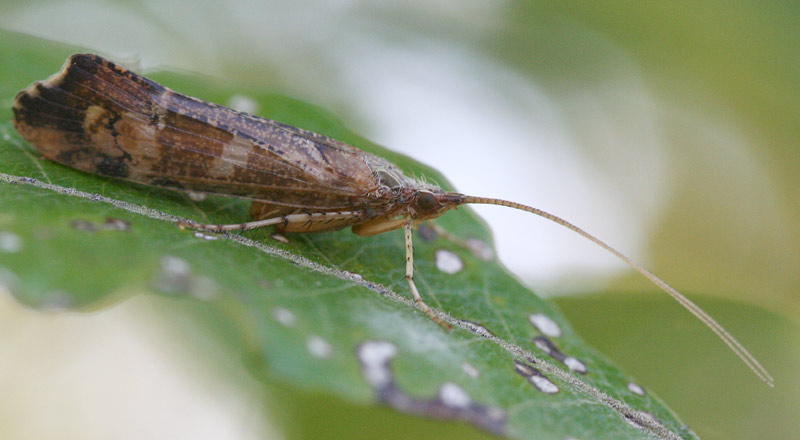
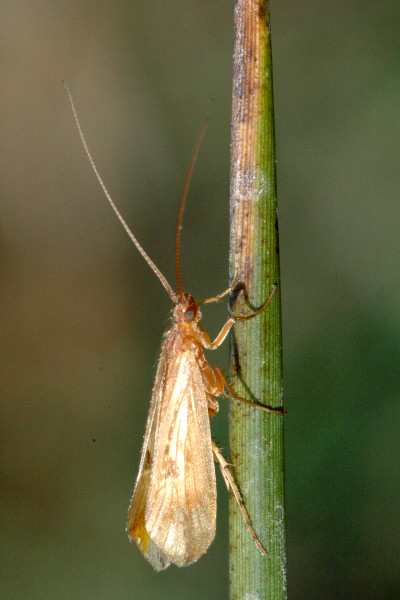
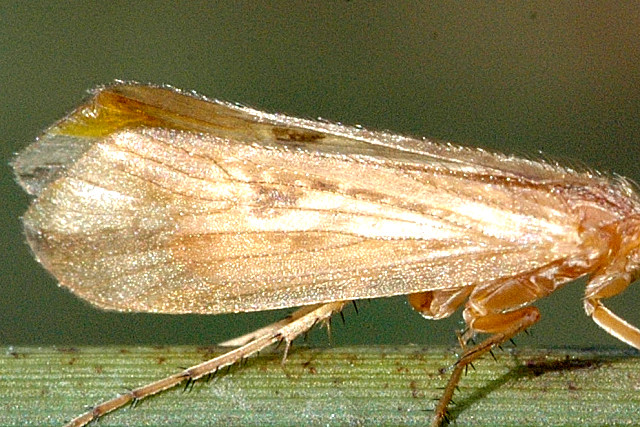
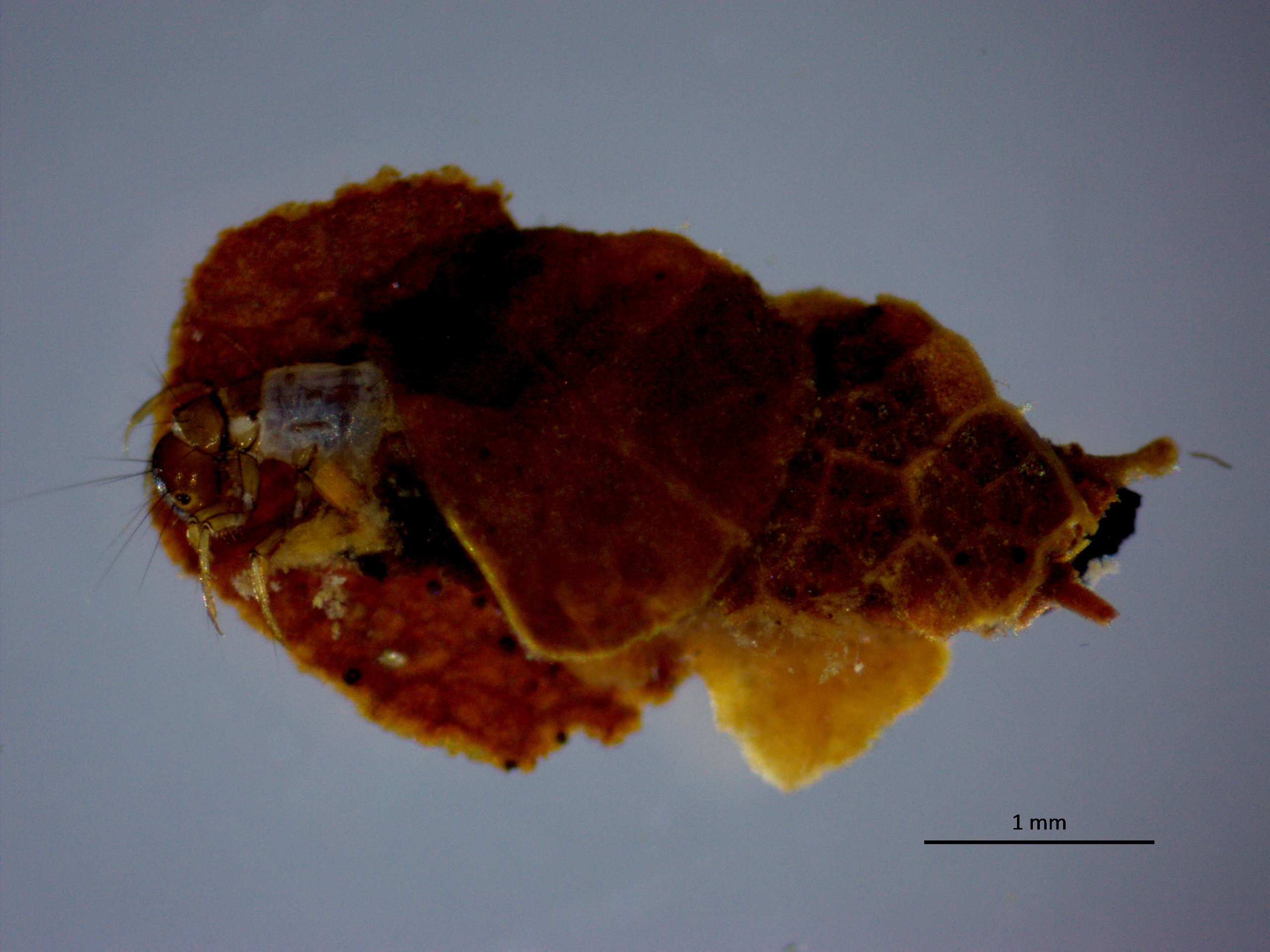